# Журавель степовий
Журавель степовий (Anthropoides virgo) — найменший і другий за поширеністю (після канадського журавля) журавель. Один з двох видів роду; єдиний вид роду у фауні України.

## Зовнішній вигляд
Найменший вид журавлів, його висота становить близько 89 см, а вага 2-3 кг. Голова і шия в основному чорні; позаду очей добре помітні довгі пучки білого пір'я. Від основи дзьоба до потиличної частини є ділянка світло-сірого пір'я; звичайна для інших видів журавлів лисина відсутня. Дзьоб короткий, жовтуватий. Рогівка ока червонувато-оранжева. Оперення тіла голубувато-сіре. Махове пір'я другого порядку виділяється своєю довжиною і попелясто-сірим кольором. Ноги і пальці чорні. Голос — дзвінке курликання, вище і мелодійніше, ніж у сірого журавля.
Статевий диморфізм (видимі відмінності між самцем і самкою) не виражений, хоча самці виглядають дещо більше. Молоді птахи блідо-попелясто-сірі, з майже білою головою. Пучки пір'я позаду очей у них сірі і лише злегка довші. Підвидів не утворює.

## Ареал виду та його поширення в Україні
Журавель степовий гніздиться в Африці (Марокко) та в Євразії у степовій, напівпустельній і пустельній зонах. Зимує на північному сході Африки та у Південній Азії. В Україні гніздиться у Херсонській, Дніпропетровській, Донецькій, Запорізькій областях та Степовому Криму.

## Чисельність і причини її зміни
У світі чисельність степового журавля оцінюється в 200—240 тис. особин; європейська популяція нараховує близько 35 тис. ос. В України у гніздовий період 600—700 ос. (200—250 гніздових пар), у передміграційний період до 1000 ос. Чинники зменшення чисельності: заростання гніздових біотопів високим щільним травостоєм, зменшення місць для водопою, знищення гнізд під час випасання худоби та обробітку ланів, розлякування птахів, зростання кількості собак; вилучення з природи кладок та виводків, відстріл.

## Особливості біології

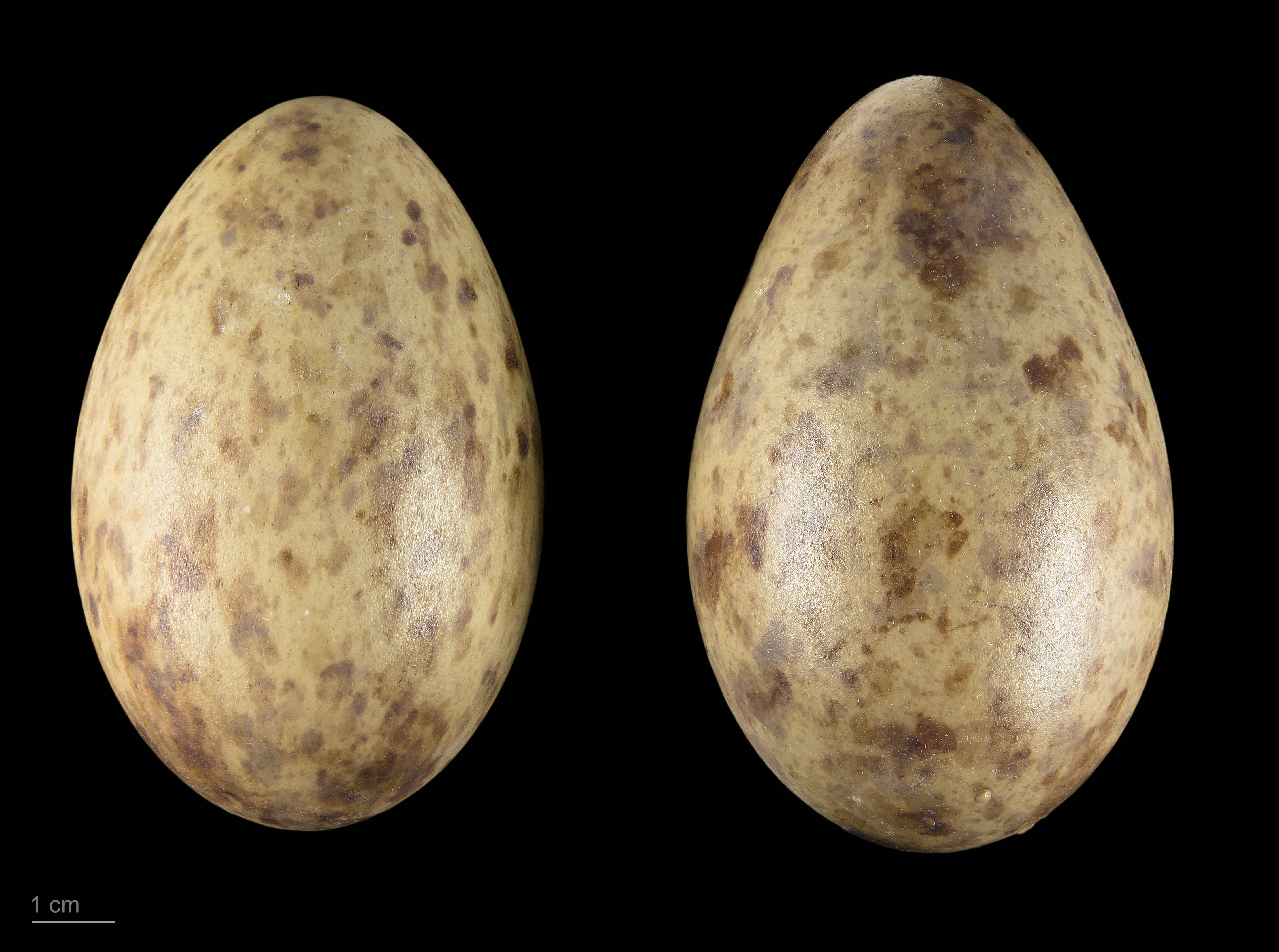
Яйце журавля степового. Тулузький музей.

Перелітний птах. Весняна міграція відбувається у березні − квітні. Моногам. Гніздиться на ділянках з розрідженим травостоєм або без рослинності, зокрема на цілинних степах, пасовищах, сільськогосподарських ланах, перелогах. Гніздо на землі. Відкладання яєць у квітні — червні. У кладці 1–3 яйця. Тривалість інкубації 27–30 діб. Підйом на крила у віці 42–49 діб. Статева зрілість з 3 року життя. Відлітає в серпні–вересні, інколи затримується до початку жовтня. Живиться безхребетними (переважно жуки, клопи, прямокрилі), вегетативними частинами трав'янистих рослин, їх квітами та зерном.

## Охорона
Охороняється Конвенцією з міжнародної торгівлі вимираючими видами дикої фауни і флори (CITES) (Додаток ІІ), Боннською (Додаток ІІ) та Бернською (Додаток ІІ) конвенціями. Занесено до Європейського червоного переліку, Червоної книги України (1994, 2009) (статус — зникаючий).